# Santa Rosalía (Déli-Alsó-Kalifornia)
Santa Rosalía egy kis kikötőváros Mexikó Déli-Alsó-Kalifornia államának északkeleti részén, Mulegé község központja. Lakossága 2010-ben megközelítette a 12 000 főt.

## Földrajz

### Fekvése
Santa Rosalía a Kaliforniai-félsziget középső részének keleti partján, a Kaliforniai-öböl partján épült fel. Környékén nincs parti síkság, a tenger mellett rögtön hegyvidék kezdődik, így a város csak egy keskeny parti sávan és néhány völgyben tudott terjeszkedni. Áthalad rajta a félszigeten végighúzódó 1-es főút is, az öböl túlpartján, Sonora államban található Guaymasszal pedig kompjárat köti össze.

### Éghajlat
A város éghajlata forró és száraz. Minden hónapban mértek már legalább 31 °C-os hőséget, a rekord elérte a 48 °C-ot is. Az átlagos hőmérsékletek a januári 16,5 és az augusztusi 30,8 fok között váltakoznak, fagy nem fordul elő. Az évi átlagosan kevesebb mint 100 mm csapadék időbeli eloszlása nagyon egyenetlen: augusztusban és szeptemberben két hónap alatt lehull az éves mennyiség közel fele, míg áprilistól júniusig szinte egy csepp sem esik.
| Hónap                                   | Jan. | Feb. | Már. | Ápr. | Máj. | Jún. | Júl. | Aug. | Szep. | Okt. | Nov. | Dec. | Év   |
| --------------------------------------- | ---- | ---- | ---- | ---- | ---- | ---- | ---- | ---- | ----- | ---- | ---- | ---- | ---- |
| Rekord max. hőmérséklet (°C)            | 34,0 | 35,0 | 35,0 | 38,0 | 42,5 | 46,0 | 48,0 | 43,4 | 42,6  | 41,5 | 38,5 | 31,0 | 48,0 |
| Átlagos max. hőmérséklet (°C)           | 21,0 | 22,2 | 24,5 | 27,5 | 30,3 | 33,6 | 35,4 | 35,6 | 34,9  | 31,6 | 26,1 | 21,7 | 28,7 |
| Átlaghőmérséklet (°C)                   | 16,5 | 17,3 | 19,2 | 21,8 | 24,6 | 28,2 | 30,4 | 30,8 | 30,0  | 26,6 | 21,4 | 17,4 | 23,7 |
| Átlagos min. hőmérséklet (°C)           | 11,9 | 12,5 | 13,9 | 16,2 | 18,9 | 22,9 | 25,3 | 26,0 | 25,2  | 21,6 | 16,7 | 13,0 | 18,7 |
| Rekord min. hőmérséklet (°C)            | 3,5  | 2,5  | 6,5  | 9,0  | 10,0 | 14,0 | 15,0 | 17,0 | 13,0  | 12,0 | 10,0 | 6,5  | 2,5  |
| Átl. csapadékmennyiség (mm)             | 8    | 7    | 2    | 0    | 0    | 0    | 6    | 23   | 23    | 14   | 6    | 10   | 98   |
| Forrás: Servicio Meteorológico Nacional |      |      |      |      |      |      |      |      |       |      |      |      |      |

## Népesség
A település népessége a közelmúltban egy időszak kivételével folyamatosan növekedett:
| Év   | Lakosság |
| ---- | -------- |
| 1990 | 10 190   |
| 1995 | 10 451   |
| 2000 | 10 609   |
| 2005 | 9768     |
| 2010 | 11 765   |

## Története
A 19. században a környező hegyekben rezet tártak fel, ezért 1885-ben Porfirio Díaz elnök 50 évre koncesszióba adta a területet a francia El Boleo nevű bányásztársaságnak, akiknek köszönhetően hamarosan felépült Santa Rosalía városa. Az első rézkohó egy évvel később, 1886-ban nyílt meg. A társaság 1954-ben fejezte be tevékenységét, a bánya bezárt, ez pedig számos család elvándorlását hozta magával.

## Turizmus, látnivalók
Az egyik fő látnivalót a város régi épületei jelentik: Mexikó legtöbb városától eltérően itt korábban fából épült az épületek többsége, francia stílusban. Ugyancsak különlegesség Gustave Eiffel egyik alkotása, a fémszerkezetű Szent Borbála-templom, amit 1887-ben Európában építettek fel, majd szétszedték, hajón ide hozták, végül újra összerakták és felszentelték. A városban egy, a helyi bányászat történetét bemutató múzeum is található.